# Velardeña
Velardeña es una localidad del estado mexicano de Durango. Es parte del municipio de Cuencamé.

## Toponimia
El nombre «» hace referencia al santo patrono de la localidad: 
El nombre «» proviene de los términos en náhuatl
Su significado es «».

## Demografía
| Gráfica de evolución demográfica |
|                                  |

| Censo | Población |
| ----- | --------- |
| 1900  | 3 138     |
| 1910  | 5 939     |
| 1921  | 3 096     |
| 1930  | 2 179     |
| 1940  | 2 581     |
| 1950  | 2 052     |
| 1960  | 2 287     |
| 1970  | 2 425     |
| 1980  | 3 284     |
| 1990  | 2 978     |
| 2000  | 2 708     |
| 2010  | 2 425     |
| 2020  | 2 923     |